# Atletismo nos Jogos Pan-Americanos de 1955 - Salto triplo masculino
A prova do salto triplo masculino nos Jogos Pan-Americanos de 1955 foi realizada na Cidade do México, México.

## Medalhistas
| Ouro                        | Prata                          | Bronze                    |
| Adhemar da Silva BRA Brasil | Arnoldo Devonish VEN Venezuela | Víctor Hernández CUB Cuba |

## Resultados
| Posição           | Nome             | Nacionalidade      | Marca | Notas |
| ----------------- | ---------------- | ------------------ | ----- | ----- |
| Medalha de ouro   | Adhemar da Silva | BRA Brasil         | 16.56 |       |
| Medalha de prata  | Arnoldo Devonish | VEN Venezuela      | 16.13 |       |
| Medalha de bronze | Víctor Hernández | CUB Cuba           | 15.60 |       |
| 4                 | Carlos Vera      | CHI Chile          | 15.30 |       |
| 5                 | Claudio Cabreja  | CUB Cuba           | 15.00 |       |
| 6                 | Willie Hollie    | USA Estados Unidos | 14.96 |       |
| 7                 | Fermín Donazar   | URU Uruguai        | 14.34 |       |
| 8                 | Alberto Lemus    | COL Colômbia       | 13.98 |       |